# Parasiccia atroalba
Parasiccia atroalba là một loài bướm đêm thuộc phân họ Arctiinae, họ Erebidae.